# Крик (фільм, 1957)
«Крик» (італ. «Il grido») — італійська кінодрама 1957 року, знята режисером Мікеланджело Антоніоні, зі Стівом Кокраном у головній ролі.

## Сюжет
Після семи років життя з механіком Альдо, Ірма повідомляє йому, що збирається залишити його і дочку і поїхати на батьківщину до Сіднея. Не в змозі пояснити, як він любить її, Альдо бере їх дочку Розіну і їде в подорож, щоб позбутися болю. Дорогою він зустрічає різних жінок, намагається зав'язати нові стосунки та заповнити порожнечу в душі. Він відвідує свою колишню дівчину Ельвію, зустрічає вдову Вірджинію, намагається забутися з повією Адрієною. Але це швидкоплинні зв'язки неспроможні для нього заповнити втрату.

## У ролях
- Стів Кокран — Альдо
- Бетсі Блер — Ельвія
- Аліда Валлі — Ірма
- Габріелла Паллотта — Едера
- Доріан Грей — Вірджинія
- Лілія Ланді — роль другого плану
- Лінн Шоу — Андреїна
- Мірна Жирарді — Розіна
- Піна Болдріні — Ліна
- Гверріно Кампаніллі — батько Вірджинії
- П'єтро Корвелатті — рибалка
- Гаетано Маттеуччі — наречений Едери
- Еллі Парво — Донна Матільда

## Знімальна група
- Режисер — Мікеланджело Антоніоні
- Сценаристи — Мікеланджело Антоніоні, Еліо Бартоліні, Енніо Де Кончіні
- Оператор — Джанні Ді Венанцо
- Композитор — Джованні Фуско
- Художник — Джованні Фуско
- Продюсер — Франко Канчелльєрі